# Divine Symmetry
Divine Symmetry is een boxset van de Britse muzikant David Bowie. Het werd uitgebracht ter gelegenheid van de vijftigste verjaardag van het album Hunky Dory. Het bestaat uit tracks die tijdens de opnamesessies voor dit album ontstonden. Hieronder vallen onafgemaakte nummers en demo's, alternatieve versies van uitgebrachte nummers en live-opnames van nummers die voor onder meer de BBC waren opgenomen. Enkele nummers verschenen eerder al op diverse compilatiealbums.

## Achtergrond
De boxset bevat vier cd's. Op de eerste cd staan zestien demo's en nummers die in een hotel zijn opgenomen. Slechts twee hiervan, "Shadow Man", en "Quicksand", waren eerder uitgebracht. De nummers "Tired of My Life", "How Lucky You Are", "King of the City" en "Right On Mother" stonden in geen enkele andere versie op een eerder uitgebracht album. Op de tweede cd staat een livesessie die Bowie op 3 juni 1971 opnam voor het BBC-radioprogramma In Concert. Deze sessie is zowel in mono als in stereo op de boxset te vinden. Op de derde cd staan zeven nummers die Bowie op 21 september 1971 opnam voor het BBC-radioprogramma Sounds of the 70s. Ook staan er dertien nummers op deze cd die waren opgenomen tijdens een concert in de Friars' Club in Aylesbury op 25 september dat jaar. Op de vierde cd staan zes remixes die eerder al op de promotionele uitgave BOWPROMO stonden. Daarnaast bevat deze cd alternatieve mixen en singleversies van nummers, alsmede zeven mixen die producer Ken Scott speciaal voor dit album maakte.

## Tracklist
Alle muziek en teksten zijn geschreven door David Bowie, tenzij anders aangegeven. 
| Nr. | Titel                                                 | Schrijver(s)              | Duur |
| --- | ----------------------------------------------------- | ------------------------- | ---- |
| 1.  | "Tired of My Life" (demo)                             |                           | 3:07 |
| 2.  | "How Lucky You Are (aka Miss Peculiar)" (demo)        |                           | 3:39 |
| 3.  | "Shadow Man" (demo)                                   |                           | 3:49 |
| 4.  | "Looking for a Friend" (demo)                         |                           | 2:11 |
| 5.  | "Waiting for the Man" (San Francisco Hotel Recording) | Lou Reed                  | 6:28 |
| 6.  | "Quicksand" (San Francisco Hotel Recording)           |                           | 4:11 |
| 7.  | "King of the City" (demo)                             |                           | 2:55 |
| 8.  | "Song for Bob Dylan" (demo)                           |                           | 4:23 |
| 9.  | "Right On Mother" (demo)                              |                           | 2:41 |
| 10. | "Quicksand" (demo)                                    |                           | 4:45 |
| 11. | "Queen Bitch" (demo)                                  |                           | 3:20 |
| 12. | "Kooks" (demo)                                        |                           | 3:06 |
| 13. | "Amsterdam" (demo)                                    | Jacques Brel, Mort Shuman | 2:57 |
| 14. | "Life on Mars?" (demo)                                |                           | 1:50 |
| 15. | "Changes" (demo)                                      |                           | 3:22 |
| 16. | "Bombers" (demo)                                      |                           | 2:46 |

| Nr. | Titel                           | Schrijver(s) | Duur |
| --- | ------------------------------- | ------------ | ---- |
| 1.  | "Queen Bitch" (mono)            |              | 4:40 |
| 2.  | "Bombers" (mono)                |              | 3:15 |
| 3.  | "The Supermen" (mono)           |              | 3:08 |
| 4.  | "Looking for a Friend" (mono)   |              | 3:27 |
| 5.  | "Almost Grown" (mono)           | Chuck Berry  | 2:54 |
| 6.  | "Kooks" (mono)                  |              | 3:41 |
| 7.  | "Song for Bob Dylan" (mono)     |              | 4:58 |
| 8.  | "Andy Warhol" (mono)            |              | 4:20 |
| 9.  | "It Ain't Easy" (mono)          | Ron Davies   | 2:59 |
| 10. | "Queen Bitch" (stereo)          |              | 4:39 |
| 11. | "The Supermen" (stereo)         |              | 3:00 |
| 12. | "Looking for a Friend" (stereo) |              | 3:28 |
| 13. | "Kooks" (stereo)                |              | 3:44 |
| 14. | "Song for Bob Dylan" (stereo)   |              | 3:27 |
| 15. | "Andy Warhol" (stereo)          |              | 4:07 |
| 16. | "It Ain't Easy" (stereo)        | Davies       | 2:58 |

| Nr. | Titel                                       | Schrijver(s)             | Duur |
| --- | ------------------------------------------- | ------------------------ | ---- |
| 1.  | "The Supermen" (Sounds of the 70s)          |                          | 2:54 |
| 2.  | "Oh! You Pretty Things" (Sounds of the 70s) |                          | 3:16 |
| 3.  | "Eight Line Poem" (Sounds of the 70s)       |                          | 2:54 |
| 4.  | "Kooks" (Sounds of the 70s)                 |                          | 3:26 |
| 5.  | "Fill Your Heart" (Sounds of the 70s)       | Biff Rose, Paul Williams | 3:00 |
| 6.  | "Amsterdam" (Sounds of the 70s)             | Brel, Shuman             | 3:09 |
| 7.  | "Andy Warhol" (Sounds of the 70s)           |                          | 2:52 |
| 8.  | "Introduction" (Live Friars)                |                          | 0:50 |
| 9.  | "Fill Your Heart" (Live Friars)             | Rose, Williams           | 3:38 |
| 10. | "Buzz the Fuzz" (Live Friars)               | Rose                     | 3:42 |
| 11. | "Space Oddity" (Live Friars)                |                          | 4:41 |
| 12. | "Amsterdam" (Live Friars)                   | Brel, Shuman             | 4:19 |
| 13. | "The Supermen" (Live Friars)                |                          | 3:50 |
| 14. | "Oh! You Pretty Things" (Live Friars)       |                          | 3:23 |
| 15. | "Eight Line Poem" (Live Friars)             |                          | 3:08 |
| 16. | "Changes" (Live Friars)                     |                          | 4:07 |
| 17. | "Song for Bob Dylan" (Live Friars)          |                          | 5:25 |
| 18. | "Andy Warhol" (Live Friars)                 |                          | 3:08 |
| 19. | "Looking for a Friend" (Live Friars)        |                          | 3:15 |
| 20. | "Round and Round" (Live Friars)             | Berry                    | 3:54 |
| 21. | "Waiting for the Man" (Live Friars)         | Reed                     | 5:46 |

| Nr. | Titel                                        | Schrijver(s)   | Duur |
| --- | -------------------------------------------- | -------------- | ---- |
| 1.  | "Oh! You Pretty Things" (BOWPROMO Mix)       |                | 3:12 |
| 2.  | "Eight Line Poem" (BOWPROMO Mix)             |                | 2:52 |
| 3.  | "Kooks" (BOWPROMO Mix)                       |                | 2:53 |
| 4.  | "Queen Bitch" (BOWPROMO Mix)                 |                | 3:16 |
| 5.  | "Quicksand" (BOWPROMO Mix)                   |                | 5:04 |
| 6.  | "Bombers - Andy Warhol Intro" (BOWPROMO Mix) |                | 3:34 |
| 7.  | "Lightning Frightening (aka The Man)"        |                | 4:10 |
| 8.  | "Amsterdam" (vroege mix)                     | Brel, Shuman   | 3:22 |
| 9.  | "Changes" (monoversie single)                |                | 3:38 |
| 10. | "Andy Warhol" (lange monoversie single)      |                | 3:48 |
| 11. | "Amsterdam" (mix B-kant single)              | Brel, Shuman   | 3:26 |
| 12. | "Life on Mars?" (mix uit 2016)               |                | 3:39 |
| 13. | "Changes" (mix uit 2021)                     |                | 3:38 |
| 14. | "Life on Mars?" (oorspronkelijk einde)       |                | 4:01 |
| 15. | "Quicksand" (vroege versie, mix uit 2021)    |                | 5:01 |
| 16. | "Fill Your Heart" (mix uit 2021)             | Rose, Williams | 3:12 |
| 17. | "Bombers" (mix uit 2021)                     |                | 2:42 |
| 18. | "Song for Bob Dylan" (mix uit 2021)          |                | 4:21 |
| 19. | "The Bewlay Brothers" (mix uit 2021)         |                | 5:26 |

## Medewerkers
- David Bowie: zang, gitaar, altsaxofoon, tenorsaxofoon, piano
- Mick Ronson: gitaar, basgitaar, Mellotron, achtergrondzang
- Rick Wakeman: piano
- Trevor Bolder: basgitaar, trompet
- Mick Woodmansey: drums
- Ken Scott: synthesizer
- George Underwood, Dana Gillespie, Geoff MacCormack: achtergrondzang
- Mark Pritchett: gitaar, achtergrondzang
- Tom Parker: piano